# Anschlag in der Jaffa-Straße 2002

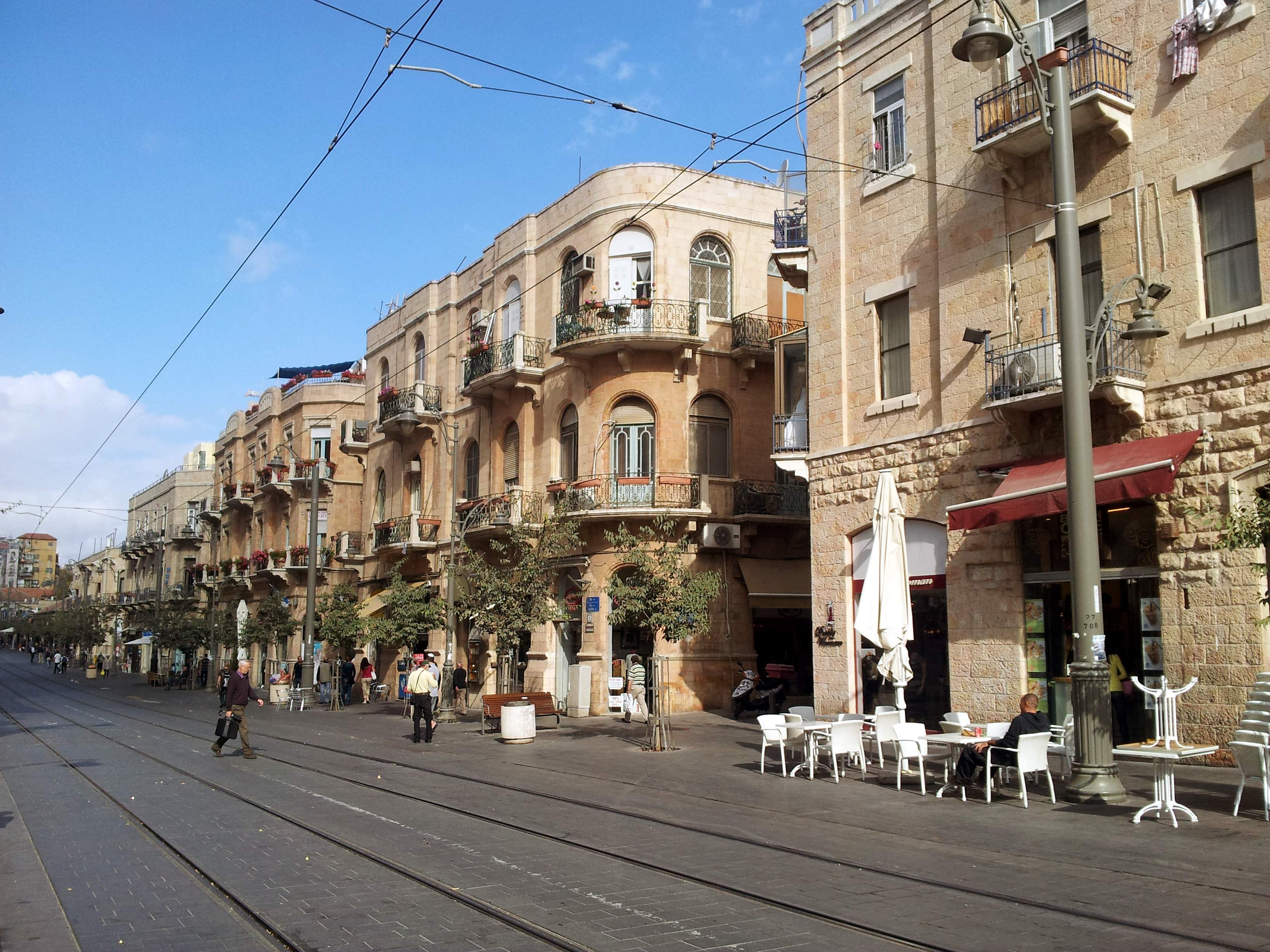
In der Jaffa-Straße in Jerusalem.

Der Anschlag in der Jaffa-Straße 2002 ereignete sich während der Zweiten Intifada am 27. Januar 2002 in der Jaffa-Straße in Jerusalem, Israel. Bei dem Selbstmordanschlag starben zwei Menschen – die Attentäterin eingeschlossen – rund 100 bis 150 Menschen wurden verletzt. 
Die Al-Aqsa-Märtyrer-Brigaden bekannten sich zu der Tat. Es handelte sich sowohl um den ersten Selbstmordanschlag der Brigaden, als auch um den ersten Selbstmordanschlag einer palästinensischen Frau.

## Verlauf

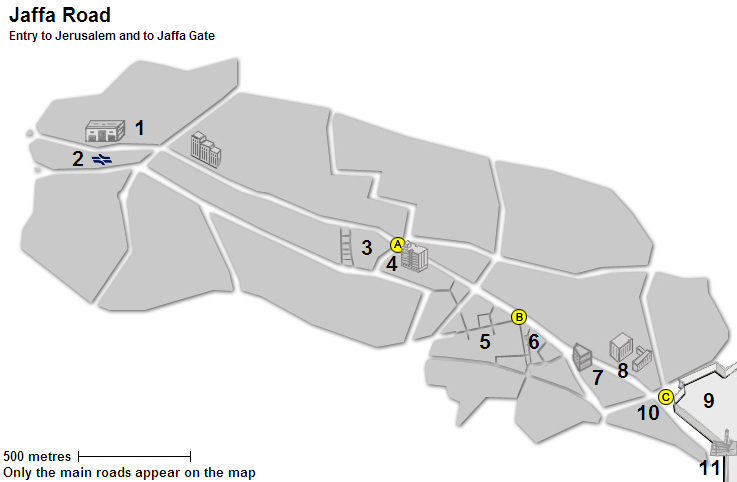
Karte der Jaffa-Straße

Am Sonntagmorgen des 27. Januar 2002 verabschiedete sich die Attentäterin, die Rettungssanitäterin Wafa Idris, von ihrer Familie im Flüchtlingslager al-Am'ari bei Ramallah. Nach einem Besuch bei ihrer Nichte fuhr sie nach Jerusalem. Sie begab sich in die belebte Jaffa Street, eine der Haupteinkaufsstraßen in Jerusalem. Vor einem Schuhgeschäft ereignete sich die Explosion, die Idris Körper zerfetze und den 81-jährigen Israeli Pinhas Tokatli tötete. Zwischen 100 und 150 Menschen wurden verletzt.
Nach einigen Spekulationen bzw. Sichtweisen war die Explosion ein Unfall; das explosive Material in ihrem Rucksack sei ohne ihr Zutun zu früh hochgegangen.

## Reaktionen
Am Abend des 27. Januar wurde die Attentäterin fälschlicherweise im Fernsehen der libanesischen Hizbullah als Shahanaz al-Amouri von der Al-Naddschah-Universität in Nablus bezeichnet. Der israelische Sicherheitsdienst Schin Bet bezeichnete die Universität als „Brutstätte für Selbstmordattentäter“. Die Palästinensische Autonomiebehörde verurteilte den Anschlag.
Drei Tage nach dem Anschlag übernahmen die al-Aqsa-Märtyrerbrigaden die Verantwortung für den Selbstmordanschlag. Es handelte sich sowohl um den ersten Selbstmordanschlag der Brigaden als auch um den ersten Selbstmordanschlag einer palästinensischen Frau.